# Испания на летних Олимпийских играх 1900
Испания впервые участвовала на летних Олимпийских играх 1900 и была представлена восемью спортсменами в трёх видах спорта. Страна заняла 14-е место в общекомандном медальном зачёте.

## Медали
| Золото |                                   |                           |         |
| №      | Спортсмены                        | Вид спорта (дисциплина)   | Дата    |
| 1      | Франсиско Вильота Хосе де Амесола | Баскская пелота (мужчины) | 14 июня |

## Состав сборной
Академическая гребля
1. Антонио Вела
2. Хуан Кампс
3. Орестес Кинтана
4. Рикардо Маргарит
5. Хосе Формика

 Баскская пелота
1. Хосе де Амесола
2. Франсиско Вильота

 Фехтование
1. Маурисио Понсе де Леон

## Результаты соревнований

### Академическая гребля
Мужчины
| Соревнование        | Спортсмены                                                                      | Четвертьфинал | Четвертьфинал | Четвертьфинал | Полуфинал            | Полуфинал            | Полуфинал            | Финал                 | Финал                 |
| Соревнование        | Спортсмены                                                                      | Заезд         | Время         | Место         | Заезд                | Время                | Место                | Время                 | Место                 |
| ------------------- | ------------------------------------------------------------------------------- | ------------- | ------------- | ------------- | -------------------- | -------------------- | -------------------- | --------------------- | --------------------- |
| одиночки            | Антонио Вела                                                                    | 4             | DNF           | DNF           | Завершил выступление | Завершил выступление | Завершил выступление | Завершил выступление  | Завершил выступление  |
| четвёрки с рулевыми | Хуан Кампс Орестес Кинтана Рикардо Маргарит Хосе Формика Антонио Вела (рулевой) | Не проводится | Не проводится | Не проводится | 1                    | 6:38,4               | 2                    | Завершили выступление | Завершили выступление |

### Баскская пелота
| Победитель                                | Счёт | Проигравший                        |
| ----------------------------------------- | ---- | ---------------------------------- |
| Испания Хосе де Амесола Франсиско Вильота | ?    | Франция Морис Дуркуэтти · Эчегерай |

### Фехтование
| Соревнование | Спортсмены             | Первый раунд | Четвертьфинал | Дополнительный раунд | Полуфинал | Финал     | Утешительный финал |
| Соревнование | Спортсмены             | Место        | Место         | Место                | Место     | Место     | Место              |
| ------------ | ---------------------- | ------------ | ------------- | -------------------- | --------- | --------- | ------------------ |
| Шпага        | Маурисио Понсе ле Леон | 3-6          |               |                      | не прошёл | не прошёл |                    |
| Рапира       | Маурисио Понсе ле Леон | прошёл       | выбыл         | выбыл                | не прошёл | не прошёл | не прошёл          |
| Сабля        | Маурисио Понсе ле Леон | прошёл       |               |                      | 5-8       | не прошёл |                    |